# Parlement des Tuvalu
Pour les autres articles nationaux ou selon les autres juridictions, voir Fono (homonymie).
Bâtiment du gouvernement
Le Parlement des Tuvalu (en tuvaluan : Palamene o Tuvalu ou Fale i Fono ; en anglais : Parliament of Tuvalu) est le parlement monocaméral des Tuvalu. Il est composé de seize membres élus au scrutin majoritaire plurinominal pour un mandat de quatre ans et les élus sont tous indépendants dans le cadre d'une démocratie non partisane.
Les dernières élections ont eu lieu en janvier 2024. Depuis le 27 février 2024, le président est Iakoba Taeia Italeli.

## Système électoral
Le Parlement est composé de seize sièges pourvus pour quatre ans au suffrage universel direct. Le système électoral utilisé est celui du scrutin majoritaire plurinominal à un tour dans huit circonscriptions de deux sièges chacune. Les électeurs disposent dans chaque circonscriptions de deux voix qu'ils répartissent aux candidats de leur choix, à raison d'une voix par candidat. Après décompte des suffrages, les deux candidats ayant recueilli le plus de voix dans leur circonscriptions sont déclarés élus. 
Les huit circonscriptions électorales correspondent aux huit atolls ou îles habités du pays, avec un nombre de sièges proportionnel à leur population. Jusqu'en 2019, celle de Nukulaelae ne détenait ainsi qu'un seul sièges, de facto élu au scrutin uninominal majoritaire à un tour.
Il n'existe pas de partis politiques aux Tuvalu ; tous les candidats se présentent et son élus en indépendants, mais s'associent à des factions.

## Fonctionnement
En accord avec le système de Westminster, le gouvernement, dont le Premier ministre, émane du corps législatif. En outre, de par l'article 63-F de la Constitution, le Parlement peut renverser le Premier ministre par une motion de censure.
Le président du Parlement (Speaker) est un député élu à cette fonction par ses pairs. Il a un devoir d'impartialité, ne disposant d'un droit de vote au sein de l'assemblée que pour départager une égalité parmi les autres députés. Il peut également voter sur une motion de censure envers le gouvernement, ou sur un projet d'amendement constitutionnel selon l'article 110 de la Constitution.